# Kottelatia brittani
Kottelatia
Genre
Espèce
Synonymes
- Rasbora brittani Axelrod, 1976 - protonyme[2]

Kottelatia brittani, unique représentant du genre Kottelatia, est une espèce de poissons d'eau douce téléostéens de la famille des Cyprinidae (ordre des Cypriniformes). On la rencontre dans les pays d'Asie du Sud, de l'Indonésie et de la Malaisie.

## Description
La taille maximale connue pour Kottelatia brittani est de 50 mm.

## Systématique
Le nom valide complet (avec auteur) de ce taxon est Kottelatia brittani (Axelrod, 1976).
Kottelatia brittani a pour synonyme :
- Rasbora brittani Axelrod, 1976

### Étymologie
Le genre Kottelatia lui a été donné en l'honneur de Maurice Kottelat, ichtyologiste suisse né en 1957 et auteur de nombreux genres et espèces de rasboras.
Son nom spécifique, brittani, lui a été donné en l'honneur de Martin Ralph Brittan (d) (1922-2008), ami de l'auteur.

### Publications originales
- Genre Kottelatia :
  - (en) Te Yu Liao, Sven O. Kullander et Fang Fang, « Phylogenetic analysis of the genus Rasbora (Teleostei: Cyprinidae) », Zoologica Scripta, Wiley-Blackwell, vol. 39, no 2,‎ mars 2010, p. 155-176 (ISSN 0300-3256 et 1463-6409, DOI 10.1111/J.1463-6409.2009.00409.X).
- Espèce Kottelatia brittani, sous le taxon Rasbora brittani
  - (en) Herbert R. Axelrod, « Rasbora brittani, a new species of cyprinid fish from the Malay Peninsula », Tropical Fish Hobbyist, vol. 24, no 6,‎ février 1976, p. 94-98.